# Newburgh (Maine)
Newburgh es un pueblo ubicado en el condado de Penobscot en el estado estadounidense de Maine. En el Censo de 2010 tenía una población de 1.551 habitantes y una densidad poblacional de 19,3 personas por km².

## Geografía
Newburgh se encuentra ubicado en las coordenadas 44°42′4″N 69°0′22″O / 44.70111, -69.00611. Según la Oficina del Censo de los Estados Unidos, Newburgh tiene una superficie total de 80.38 km², de la cual 80.32 km² corresponden a tierra firme y (0.08%) 0.06 km² es agua.

## Demografía
Según el censo de 2010, había 1.551 personas residiendo en Newburgh. La densidad de población era de 19,3 hab./km². De los 1.551 habitantes, Newburgh estaba compuesto por el 97.87% blancos, el 0.45% eran afroamericanos, el 0.45% eran amerindios, el 0.19% eran asiáticos, el 0% eran isleños del Pacífico, el 0.45% eran de otras razas y el 0.58% pertenecían a dos o más razas. Del total de la población el 0.84% eran hispanos o latinos de cualquier raza.